# PSOE-Pacte per Eivissa
PSOE-Pacte per Eivissa (PSOE-Pacto por Ibiza) fue una coalición política española creada de cara a las autonómicas, insulares, y locales de 2011 por Ibiza formada por el Partido de los Socialistas de las Islas Baleares-PSOE (PSIB-PSOE), Esquerra Republicana de Catalunya (ERC), Gente por Ibiza (GxE).
En las anteriores elecciones el PSOE se presentó coaligado con Ibiza por el Cambio, coalición a su vez de Esquerra Unida-Els Verds (EU-EV), Entesa Nacionalista i Ecologista (ENE), Esquerra Republicana de Catalunya (ERC) e independientes, que está vez se presentó en solitario integrada solamente por EU-EV e independientes.
En las elecciones autonómicas obtuvo 12.691 votos (30,59%) y 4 de los diputados de la circunscripción de Ibiza; 
En Ibiza obtuvo 4.896 votos (32,68%) y 8 concejales, en Santa Eulalia del Río 2.453 (25,13%) y 6 concejales, en San Antonio Abad 2.466 (34,5%) y 7 concejales, en San Juan Bautista 267 (12,64%) y 1 concejal, y San José 3.098 (40,39%) y 10 concejales.